# Cafeyn
Cafeyn is een Franstalige digitale nieuwskiosk. De kiosk biedt artikelen aan van meer dan 1600 kranten en tijdschriften, waaronder internationale kranten als The Guardian, Time en The Independent. Anno 2020 zijn er 1,5 miljoen actieve gebruikers die voor een vast bedrag per maand toegang hebben tot alle artikelen.
Cafeyn is opgericht in 2006 door vier studenten. Tot november 2019 heette de dienst LeKiosk. De wijziging in Cafeyn zou te maken hebben met een meer internationale uitstraling van het bedrijf, maar er waren ook juridische problemen met concurrent MonKiosque.
In juli 2020 werd bekend dat Cafeyn het Nederlandse Blendle heeft overgenomen voor een onbekend bedrag. Oprichter Alexander Klöpping trad hierna toe tot het bestuur van de organisatie.